# انتباذ بطاني رحمي
الانتباذ البطاني الرحمي أو داء البطانة الرحمية أو بُطانة الرَحِمي (باللاتينية: endometriosis) مرض حميد ولكن يسبب آلام مزمنة وشديدة، ويتمثل هذا المرض بوجود أنسجة شبيهة ببطانة الرحم خارج الرحم، حيث تنمو تلك البطانة على جانبي تجويف الرحم، لتمتد إلى قناتي فالوب ثم المبيضين، أو إلى عنق الرحم مسببة التهابات ثم التصاقات وآلاماً حوضية دورية، كذلك فإن هذه الأنسجة المهاجرة تسلك سلوك الغشاء المخاطي المبطن للرحم، فهي تستجيب للهرمونات التي يفرزها المبيض، في نهاية الدورة الشهرية تنخفض نسبة هذه الهرمونات في الدم مما يؤدي إلى إضمحلال الأنسجة المبطنة للرحم وخروجها على هيئة دم الدورة الشهرية، ولكن تلك الموجودة خارج الرحم فإنها تنتفخ في نفسها لأنها لا تجد طريقاً للخارج وقد تسبب إفرازات تؤدي بدورها إلى حدوث التصاقات
داخل الحوض، كما قد تكوْن أكياساً مليئة بالدم وخاصة بالمبيض وتسمى ب«أكياس الشوكولاته». والإندومتريوزيس مرض يتطور بمرور الوقت وقد يعاود الحدوث بعد العلاج القصير ولهذا يجب معالجته بطريقة حيوية وفعالة وفي الوقت المناسب.

## أسبابه

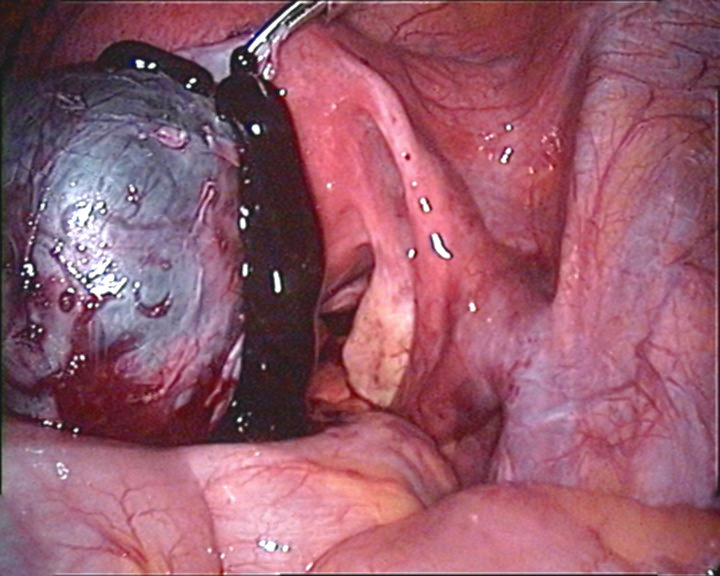
صورة كييس مفتوح على في المبيض الايسر

لا يعرف السبب في هذا المرض حتى الآن على وجه التحديد، وكل ما هو معروف هو مجرد نظريات وافتراضات لم تثبت صحتها بعد على وجه اليقين.
ومن هذه النظريات:
- 1- خلل طارئ في جهاز المناعة.
- 2- اختلال في افرازات بعض الهرمونات.
- 3- خروج دم الحيض بعكس مجراه الطبيعي من خلال قناتي فالوب ونزوله في تجويف الحوض وخاصة على المبيضين وخلف الرحم.
- 4-ما بعد عمليات تنظيف وجرف جوف الرحم (الكرتاج)
- 5- هناك نظرية أخرى تقول باحتمالية الإصابة بهذا المرض بسسب افرازات هرمونية من جوف الرحم تتنتقل إلى أماكن خارج الرحم وبسبب تأثيرها الهرموني تحرض انسجة اخر على التحول إلى انسجة شبيهة لتلك المبطنة لجوف الرحم.
- 6- تلعب الوراثة دورا كبيرا في هذا المرض، فنسبة الإصابة أعلى عند النساء اللواتي عندهن ام أو اخت مصابة.
- 7- حؤول حيث يعتقد بأن خلايا بطانة الرحم تنمو في الأماكن الخاطئة من الخلايا الجنينية لتجويف البطن.

## آلية حدوث المرض

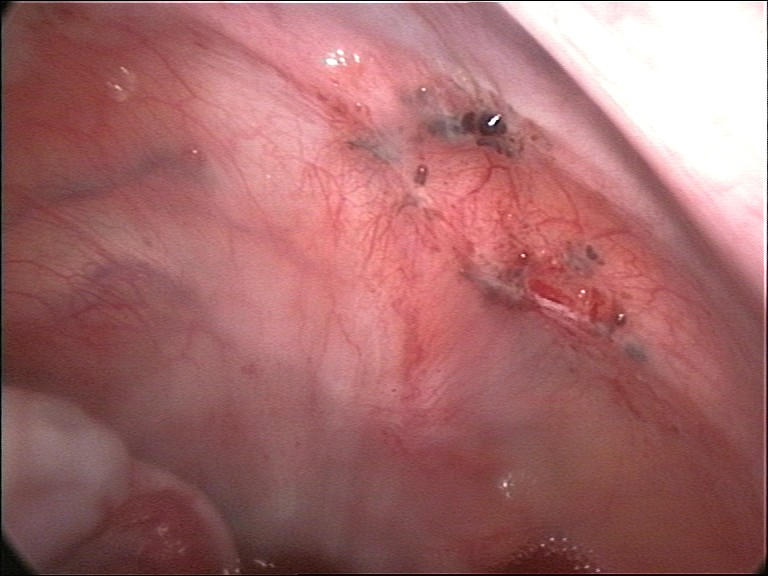
انسجة بطانة الرحم على الصفاق (غشاء البروتونيوم)

يوجد نظريتين مختلفتين:

### النظرية الأولى
و هي الأكثر واقعية ومنطقية وتقول أنه وبسبب ما يعرف بالحيض الرجعي أي الرجوع العكسي لدم الدورة الشهرية بعكس مجراه الطبيعي فبدلا من خروجه من عنق الرحم ثم المهبل ومنه إلى خارج الجسم يسلك طرقا معاكسا عبر قناتي فالوب إلى منطقة خلف الرحم وأحيانا إلى مناطق ابعد فقد تصل للأمعاء الدقيقة والقولون ويحمل هذا الدم معه كل ما يحتويه من خلايا بطانة الرحم فتتحرك خلايا بطانة الرحم إلى الجسم وتلتصق بأجزاء أخرى مثل المبايض، المثانة، الأمعاء.

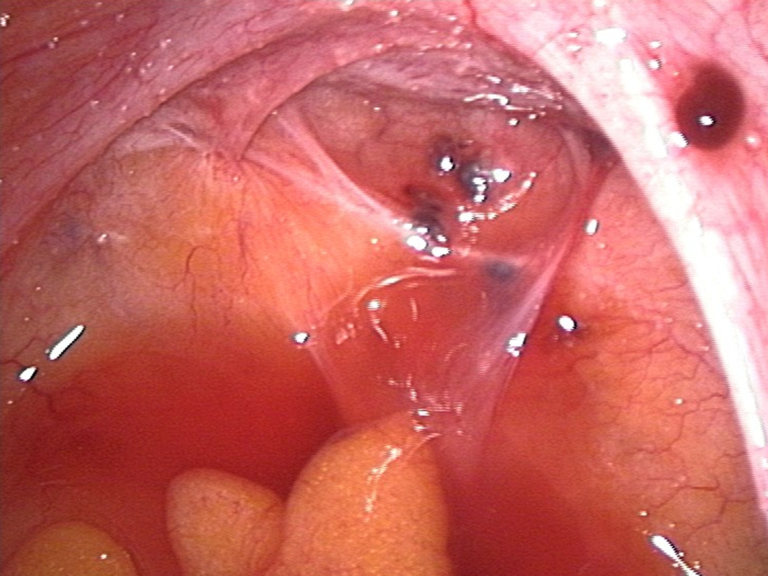
الانتباذ البطاني الرحمي على جراب دوغلاس

و تبدأ بعد ذلك تلك الخلايا تستجيب لهرمون البروجستيرون والإستروجين مثلها مثل خلايا بطانة الرحم الطبيعية الموجودة بالرحم. فتنتفخ وتمتلأ بالدم عند ارتفاع معدل الهرمون بالدم وتنمو ويزداد سمكها في مرحلة ما قبل الطمث وعندما يقل مستوى الهرمون ووقت نزول دم الدورة الشهرية تبدأ تلك الخلايا النزيف مما يؤدي إلى حدوث التهابات والتصاقات في تجويف الحوض والبطن مكان تواجدها وفي بعض الأماكن التي لا يتم فيها النزف تبقي هذه الاكياس مغلقة على نفسها مملوءة بدم بني اللون ويزداد حجمها تدريجيا في بعض الأحيان تتسبب فب اغلاق قناتي فالوب وتسبب بألام شديدة.

### النظرية الثانية
و تقول بأن طبقة الخلايا المحيطة بالمبايض والخلايا الخارجية المحيطة بالرحم وخلايا أخرى لديها الاستعداد الوراثي وتحت تأثير بعض الهرمونات إلى التغير والتحول إلى خلايا بطانة الرحم فتكون تماما مثل نسيج بطانة الرحم.

## المراحل العمرية للإصابة بالمرض وانتشاره
كان يعتقد دائما بأن هذا المرض يصيب هذا المرض السيدات في السن من 30-40، ولكن لاحقا لوحظ بأن هذا المرض لا يمكن ان يحدث في جميع المراحل العمرية بعد البلوغ وحتى سن اليأس بنسب متفاوتة ومتوسط السن الذي يتم تشخيص المرض فيه هو 27 عاما، أمافي مرحلة ماقبل البلوغ وفي ما بعد انقطاع الدورة الشهرية (سن اليأس) فلا نلاحظ وجود هذا المرض حيث ينخفض افراز الهرمونات التي تحفّز خلايا جدار الرحم المخاطية كذلك تلك الخلايا المهاجرة المسببة للمرض ولهذا تضمر تلك الأنسجة وتتلاشى.
يوجد هذا المرض عند حوالي 55-60% من النساء اللواتي يعانين من ألام شديدة ومزمنة في منطقة الحوض، في حين تكون نسبته بين 20-45% من السيدات اللواتي يعانين من تأخر الحمل، وتكون نسبته بين 15-18% من السيدات اللائي ليس عندهم أي شكاوى.

## الأعراض

### من الناحية الجسدية
- قد يكون تأخر الحمل أو العقم هو العارض الرئيسي للمرض في حوالي 70% من الحالات
- الشعور بآلام داخلية أثناء ممارسة الجنس.
- اضطرابات الدورة الشهرية.
- نزول الدورة الشهرية بغزارة.
- الآلام أثناء الدورة الشهرية: يبدأ الشعور بالآلم في الأيام القليلة قبل بدء الدورة الشهرية ويستمر خلال نزول الدورة وقد يزداد الألم أثناءنزول الدورة، وتكون هذه الألام مختلفة عن الآلام العادية المصاحبة للدورة الشهرية.
- الشعور بالألم وظهور الدم أثناء التبرز أو التبول أثناء حدوث الدورة، وفي هذه الحالة وعند خروج الدم مع البول يكون جدار المثانة مصاب بهذا المرض اما عند خروجه مع البراز يعني باصابة الامعاء الدقيقة أو القولون.
- وفي بعض الحالات القليلة لا يوجد أي آلام أو شكاوى تذكر عند المريضة.

### من الناحية النفسية
لوحظ بأن هذا المرض يزيد من نسب حدوث بعض الأعراض النفسية مثل:
- الاكتئاب والشعور بالضيق
- نقص في الرغبة الجنسية نتيجة الشعور بالآلام الداخلية أثناء أو بعدالجماع
- الشعور بالذنب تجاه الشريك

## الأماكن الأكثر إصابة بالمرض
- 1- السطح الخارجي للمبيض أو بداخله
- 2- الأربطة الخلفية للرحم
- 3- السطح الخارجي للرحم
- 4- قناتي فالوب
- 5- المثانة
- 6- الأمعاء الدقيقة أو القولون
- 7- على أي جزء من أجزاء الحوض
- 8- كما يمكن ان تظهر في حالات قليلة جدا في الحجاب الحاجز والرئة والجلد.

## تأثير الانتباذ البطاني الرحمي على تأخر الحمل

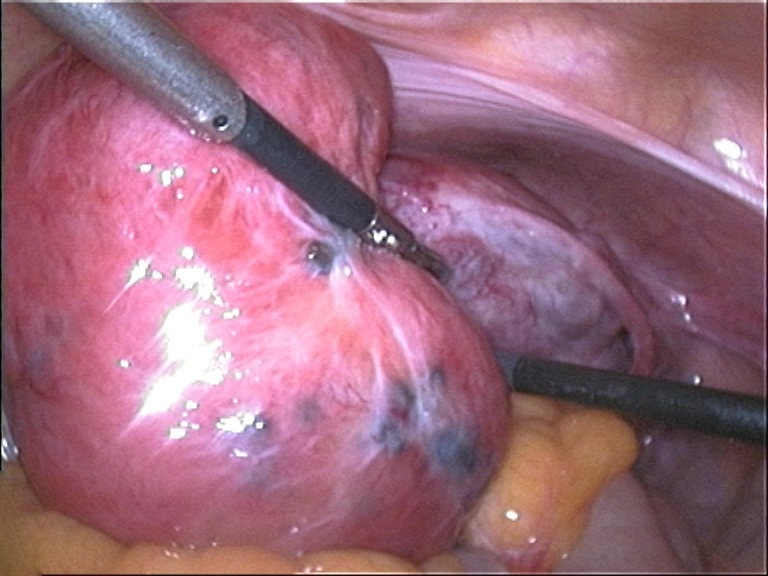
انتباذ بطاني رحمي على جدار الرحم

يقسم المرض إلى اربع درجات رئيسية حيث يتسبب المرض وخاصة في درجاته الثالثة والرابعة في حدوث التصاقات بالحوض وخاصة حول قناتي فالوب مما يعيق التقاف البويضة بعد خروجها من المبيض وكذلك حركة
البويضة داخل قناة فالوب بعد التقاطها مما يؤدي إلى تأخر الحمل.
أماعن المرض في درجاته الأولى والثانية ففي حين يعتقد البعض ان لا تأثير لها يذكر يعتقد اخرون أنها تسبب
تأخر الحمل لأسباب عدة مثل تغيير المناخ والبيئة المحيطة بالبويضة بعد خروجها من
المبيض.
وفيما يبدو تأكيدا للرأي الثاني أكدت بعض الأبحاث مؤخراً أن معالجة الدرجة الأولى والثانية للمرض باستخدام الكي الحراري أو بالليزر من خلال المنظار يرفع من نسب احتمالات الحمل ممن لم يعالجوا مما يرجح وجود علاقة بين هذا المرض بجميع درجاته وبين تأخر الحمل. ولكن يجب أخذ الأسباب الأخرى بعين الاعتبار وكخطوة أولى لتأخر الحمل قبل أن نرد السبب للدرجة الأولى والثانية من المرض. وفي حالة اصابة المبيض بهذا المرض قد يسبب أيضا بتأخر الحمل وفي بعض الحالات المتقدمة من المرض إلى العقم وذلك لتأثيره على التطور الطبيعي للبويضات داخل المبيض

## تأثير المرض على حدوث الاباضة واحتباس البويضة

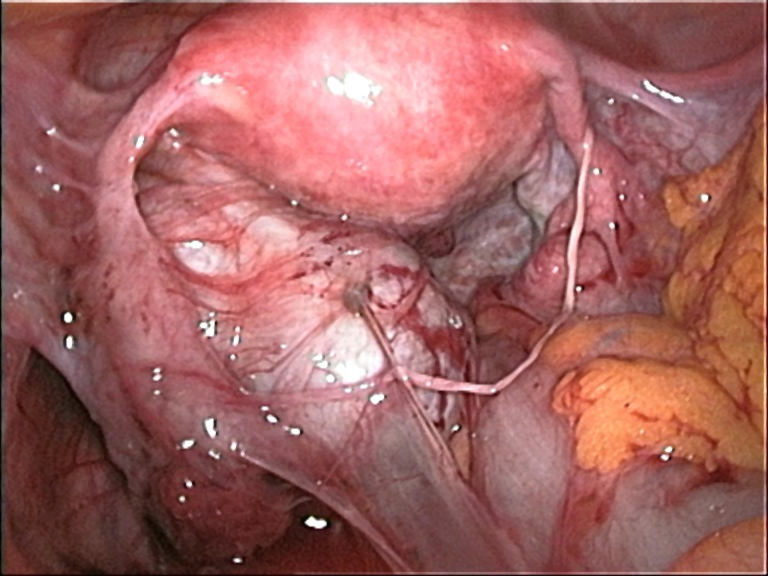
صورة للانتباذ البطاني الرحمي في مرحلة متقدمة.

تنمو البويضات في المبيض تحت تأثير هرموني FSH، LH اللذان يفرزان من الغدة النخامية ولذلك بعد اثارتها من منطقة الوطاء بهرمون ال GnRH وعندما عندما تتكون البويضة تفرز هرمون الاستروجين ويبدأ ارتفاع هذا الهرمون في الدم تدريجياً. وفي هذه الفترة تكون واحدة من البويضات مستعدة للنضوج أكثر من سواها وتبدأ بالنمو بسرعة وتفرز هرمون الاستروجين بكمية أكبر. إن ارتفاع نسبة هذا الهرمون يقلل من إفرازFSH & LH، وان هذه البويضة تستمرفي النمو لأنها تكون معتادة على النمو رغم قلة إفراز هرمونFSH وفي الغالب تكون هذه هي البويضة الناضجة التي يكون لديها استعداد للإخصاب. إن ارتفاع نسبة هرمون الاستروجين يساعد على نضوج البويضة أكثر وأكثر وكذلك يساعد على نمو بطانة الرحم، وبسبب الارتفاع المفاجئ لهرمون LH في اليوم الثاني عشر من بدأ الدورة تنفصل البويضة عن المبيض في اليوم الرابع عشر من بدأ الدورة والتي تساعد اهداب قناة فالوب بدخولها للقناة وفي هذه الحالة في حال وجود الانتباذ البطاني الرحمي في قناتي فالوب فان ذلك يعيق من حركة البويضة داخل القناتين وفي بعض الأحيان لا تستطيع البويضة الخروج من الحويصلة حتى بعد نضوجها و«تحتبس» داخل الحويصلة، وبالتالي لا تكتمل مرحلة التبويض إلى النهاية.

## التشخيص

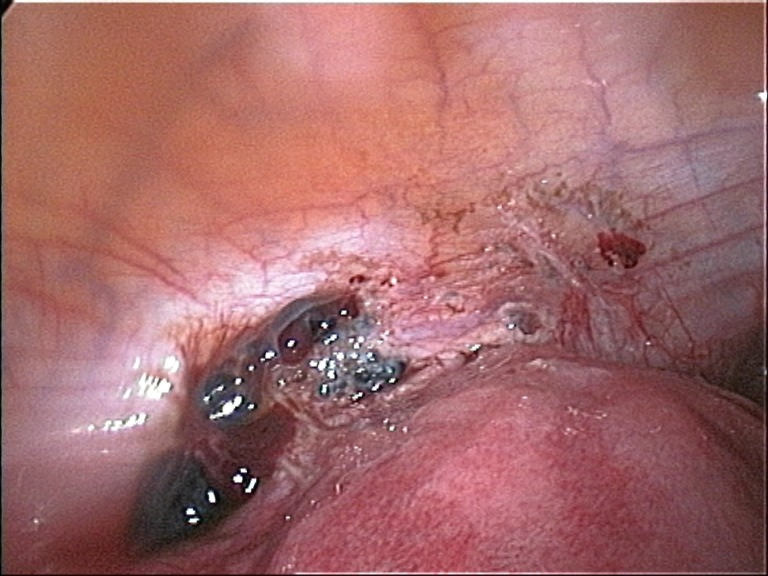
الانتباذ البطاني الرحمي على الصفاق بين الرحم والمثانة

### الكشف الطبي
قد يجد الطبيب أثناء الكشف الطبي حبوب صغيرة في منطقة الحوض، وتكون مؤلمة عند الضغط عليها، وقد يجد أيضا تكتلات masses في المبايض.

### التحاليل والفحوصات
لا يمكن الاعتماد على الأعراض والفحص الطبي فقط لتشخيص مرض بطانة الرحم الهاجرة. فهناك أمراض أخرى تسبب نفس الأعراض. لذلك يجب القيام ببعض الفحوصات لتأكيد تشخيص المرض.

### أخذ عينة
يعتبر من أهم وسائل تشخيص المرض. يتم إدخال منظار من خلال شق صغير في البطن (laparoscopy). ويتم أخذ عينة من النسيج المتوقع انه من بطانة الرحم. ويمكن أن يتم ذلك بدون استخدام المنظار، لكن تحتاج إلى شق جراحي كبير (laparotomy). ثم يتم بعد ذلك فحص العينة المأخوذة تحت الميكروسكوب بواسطة أخصائي الأمراض لتحديد إذا كانت خلايا من بطانة الرحم أم لا.

### فحص الدم
يوجد نوع معين من البروتين يسمى CA125 يرتفع معدله في الحالات المتقدمة من المرض. لكن لا يمكن الاعتماد علي هذا التحليل في تشخيص المرض لأنه يرتفع في أمراض أخرى مثل سرطان المبيض. كذلك لا يشخص المرض في المرحلة المبكرة له. وتكمن فائدة ذلك التحليل فقط في أنه يمكن استخدامه لمتابعة استجابة المريضة للعلاج.

### الرنين المغناطيسي MRI
يكشف وجود التصاقات حول المبيض. ويمكن أن يظهر وجود أنسجة بطانة الرحم وأكياس من الدم في الأمعاء، المثانة.
الموجات فوق الصوتية المهبلية (الألتراساوند المهبلي) Vaginal Ultrasound:
يمكن أن يظهر وجود أكياس دموية على المبيضين

## العلاج
هناك طرق عديدة للعلاج منها العلاج بالهرمونات والعلاج الجراحي. واختبار الطريقة المناسبة لكل حالة يعتمد عــلي سـن المريضه، ودرجة انتشار المرض، ورغبة المريضه في الحمل وهنا يجب الذكر انه لا يوجد علاج شافٍ نهائياً للانتباذ البطاني الرحمي وانما يتمثل العلاج في تخفيف أعراض المرض وهناك خيارات عديدة للعلاج يحدد الطبيب المعالج العلاج المناسب تبعا لحالة المريضة.

### الرعاية المنزلية
في بعض السيدات تساعد التمارين الرياضية على تخفيف الألم المصاحب للمرض. ولم تتوصل الأبحاث بعد لعلاقة التمارين الرياضية بتقليل الألم.

### العلاج الدوائي
ويعتمد العلاج الدوائي على تقليل مفعول هرمون الأستروجين حتى يؤدي إلى ضمور خلايا البطانة المنتبذة وذلك من خلال وضع الجسم في شبه حالة حمل أو سن يأس مؤقت وذلك عن طريق:

#### حبوب منع الحمل
كانت إحدى أول وسائل علاج هذا المرض خاصة لو أخذت بشكل متصل لمدة 6 أشهر، أي بدون توقف كما هو معروف، وكانت الفكرة من استعمالها بهذه الوسيلة هو إيقاف الدورة الشهرية، ورغم أن نتائج العلاج كانت متواضعة إلا أن عدم توفر بديل آخر لهذه الوسيلة الانتشار.

#### هرمون البروجيسترون
يوصف هذا الهرمون في صورة حبوب بالفم أو في صورة حقن لفترات علاج طويلة ولكن نتائجه بقيت متواضعة كذلك.
ان الجرعات العالية من هذا الهرمون تدخل الجسم في مرحلة تشبه حالة الحمل من حيث تركيز الهرمون بالدم فتتوقف الدورة الشهرية وبسبب توقف الدورة الشهرية فإن النسيج البطانى الرحمي الموجود في غير مكانه الطبيعي يتوقف عن النزيف وتدريجيا ينكمش ويموت.
مجموعة البروجستوجينات تتضمن عدداً من الأدوية مثل:
نورإثيستيرون، مدروكسى بروجستيرون أسيتات.
هذه المجموعة قد تسبب أثارا جانبية تشبه الأثار السابقة للدورة الشهرية مثل احتباس الماء وتقلبات المزاج بسبب تغيرات الحالة النفسية، رغم أن التأثير الأكثر شيوعاً هو النزيف المتقطع المفاجئ وزيادة الوزن وانتفاخ البطن.

#### عقار الدانازول Danazol
ويعد هذا العقار أحد مشتقات هرمون الذكورة (التستوسيترون)الضعيفة الذي يؤدي إلى توقف التبويض عن طريق تثبيط نشاط هرمونات الدماغ، ونظراً لذلك فإن بطانة الرحم الطبيعية والمتنبذة على السواء ستتوقف عن النمو نتيجة انقطاع هرمونات المبايض، ثم تبدأ أماكن الانتباذ البطاني الرحمي بالحوض في الانكماش والضمور ثم الاختفاء، ويؤدي هذا العلاج إلى توقف الدورة الشهرية مؤقتاً عند استعماله، وقد أثبتت الأبحاث أن هذا العقار يعمل على مراكز الدماغ، كما يعمل على بقع بطانة الرحم المنتبذة، حيث يعطى هذا العلاج لفترات تتراوح بين 6- 12 شهرا.
من الممكن أن يسبب بعض الآثار الجتنبية مثل حب الشباب ويجعل البشرة دهنية، وأحمرار الوجه مع سخونة، زيادة في الوزن واحتباس السوائل أحياناً، أحياً يحدث للمرأة نمو شعر في مناطق غير مرغوب فيها (الذقن) وغلظة في الصوت، هذه الأعراض عادة تختفي عندما يتوقف العلاج الذي يتمر لمدة من 2-9 شهور.

#### مماثل محرر هرمونات التناسل Gn-RH-Agonists
ويعد هذا العقار أحدث وسائل العلاج المكتشفة والفعالة وقد بدأ استخدامه منذ منتصف الثمانينات، ويعمل ضد هرمونات غدة تحت المهاد التي تفرز هرموناتها لتحفيز الفص الأمامي من الغدة النخامية وتبعاً لذلك تتوقف عن إفراز هرمونات موجهة القند (منبه الجريب FSH واللوتين LH) مما يؤدي إلى توقف التبويض ومن ثم توقف الدورة ثم أخيراً ضمور بطانة الرحم المنتبذة، ولقد ثبت أن هذا العقار يؤدي إلى نتائج أفضل كثيراً من عقار الدانازول ولكنه يفوقه في أنه لا يسبب أعراضاً شديدة للمريضة، كما أنه يؤخذ عن طريق الحقن تحت الشحم مرة كل 28 يوماً وبالتالي، فهو يناسب السيدات اللاتي يعانين من آلام بالمعدة، يمكن كذلك إعطاء العقار بالاستنشاق عن طريق الأنف، وفي كل الأحوال يعطى العلاج لمدة 6-9 أشهر.
إن مماثلات الGnRH ممكن أيضاً أن تسبب اثار جانبية معظمها مماثلة لما يحدث عند سن اليأس، وتتضمن أحمرار الوجه مع سخونة، جفاف المهبل، وتغيرات في المزاج، من الممكن أن يكون هناك أيضاً فقدان طفيف في الكالسيوم من العظام ولكن يعود إلى حالته الطبيعية بعد انتهاء العلاج.

### العلاج الجراحي
فيتم اللجوء إليه بعد فترة من العلاج الهرموني أو لوجود أكياس دموية على المبيض أو لفك الالتصاقات أو لكي البطانة المنتبذة.
فتح البطن ممكن عمله لإزالة الأنسجة الكبيرة أو لفصل الألتصاقات، فتح البطن عملية جراحية موسعة أكبر من تنظير البطن لأن الجراح سيحتاج إلى عمل فتحة كبيرة في البطن، أكثر من ذلك الجراحة الجذرية التي تتضمن استئصال الأنسجة البطانية الرحمية المغروسة بالإضافة إلى واحد أو أكثر من الأعضاء التناسلية، ممكن أن تكون ضرورية إذا كان المرض مستفحلاً.
اليوم أعداد كبيرة من النساء يرغبن بالاحتفاظ بالمبيضين ويطلبن فقط لإزالة الرحم. وبما ان المبيضين يفرزان أيضاً الأستروجين الذي يساعد على نمو نسيج الأندرومتريوزس، فإن من الممكن بالضرورة أن يستأصل الطبيب المبيضين أيضاً، بعد استئصال المبيضين غالباً يوصف الطبيب للمريض العلاج الهرموني التعويضي، وهذا يساعد على التحكم في أعراض سن اليأس المبكرة التي تحدث نتيجة فقدان المبيضين.

#### جراحات شق البطن
شق البطن عمل ممكن لإزالة الأنسجة الكبيرة أو لا زالة الألتصاقات، وهي عملية جراحية موسعة أكبر من تنظير البطن لأن الجرّاح سيحتاج إلى عمل فتحة كبيرة نسبيا في البطن، أكثر من ذلك الجراحة الجذرية التي تتضمن استئصال الأنسجة البطانية الرحمية المغروسة في بعض الأحيان يجب استئصال واحد أو أكثر من الأعضاء التناسلية إذا كان المرض «مستفحلاً».
اليوم أعداد كبيرة من النساء يرغبن بالاحتفاظ بالمبيضين ويطلبن فقط لإزالة الرحم. وبما ان المبيضين يفرزان أيضاً الأستروجين الذي يساعد على نمو نسيج الأندرومتريوزس، فإن من الممكن بالضرورة أن يستأصل الطبيب المبيضين أيضاً، بعد استئصال المبيضين غالباً يوصف الطبيب للمريض العلاج الهرموني التعويضي، وهذا يساعد على التحكم في أعراض سن اليأس المبكرة التي تحدث نتيجة فقدان المبيضين.

#### جراحات المنظار
وتجرى جراحات استئصال أماكن الإصابة بالمرض حديثاً عن طريق منظار البطن بالإضافة لعمل كي بالحرارة أو الكهرباء لأماكن انتشار المرض ما أعطى نتائج أفضل بكثير من جراحات فتح البطن.

#### جراحاتالتنظيربالليزر
حيث بدأ تطبيق إجراء جراحات الليزر عن طريق المنظار في خلال السنوات الماضية في بعض المراكز المتخصصة بالعالم، ورغم أن هذه الوسيلة أثبتت فعاليتها الكبيرة في السيطرة على هذا المرض وعلاجه بشكل كبير وتعد حالياً العلاج الأمثل. وتعتمد فكرة العلاج على إدخال شعاع ضوئي إلى تجويف البطن من خلال المنظار، ويمتاز هذا الضوء عن أي نوع آخر بأنه يسير في خط مستقيم وله قدرة في القطع مثل مشرط الطبيب ولكن دون إسالة أي دم، وله كذلك قدرة عند تخفيف قوته إلى كي وحرق الأغشية مما يعني أن الطبيب يستطيع استئصال أماكن انتباذ بطانة الرحم الكبيرة والعميقة، كما يستطيع كي كل الإصابات السطحية.

### العلاج المزدوج
فهنا يجمع الطبيب بين العلاج بالعقاقير والعلاج الجراحي مما يتيح للمريضة الاستفادة من مزايا كل من العلاجين، وفي هذه الوسيلة يصف الطبيب للمريضة جرعات من العلاج لفترة شهرين أو ثلاثة ثم يتبعها بالعلاج الجراحي وبهذا يسيطر على المرض ويقلص انتشاره بالعقاقير قبل أن يقضي عليه جراحياً ويمكن أن يساعد على حدوث الحمل.
أما استخدام تقنية أطفال الأنابيب يأتي في حالات عدم حدوث الحمل أو في حالات المرض الشديدة وذلك لتجنب تأثير المواد الكيميائية الناتجة عن البطانة المنتبذة على نوعية البويضة أو على انقسام الجنين أو تعلقه بالرحم.

## معرض الصور

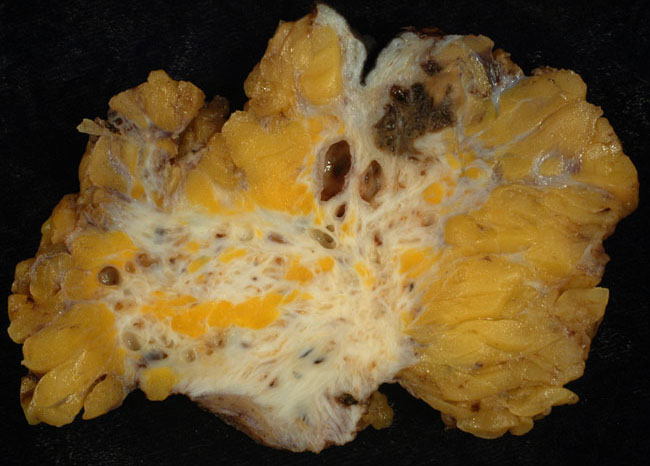
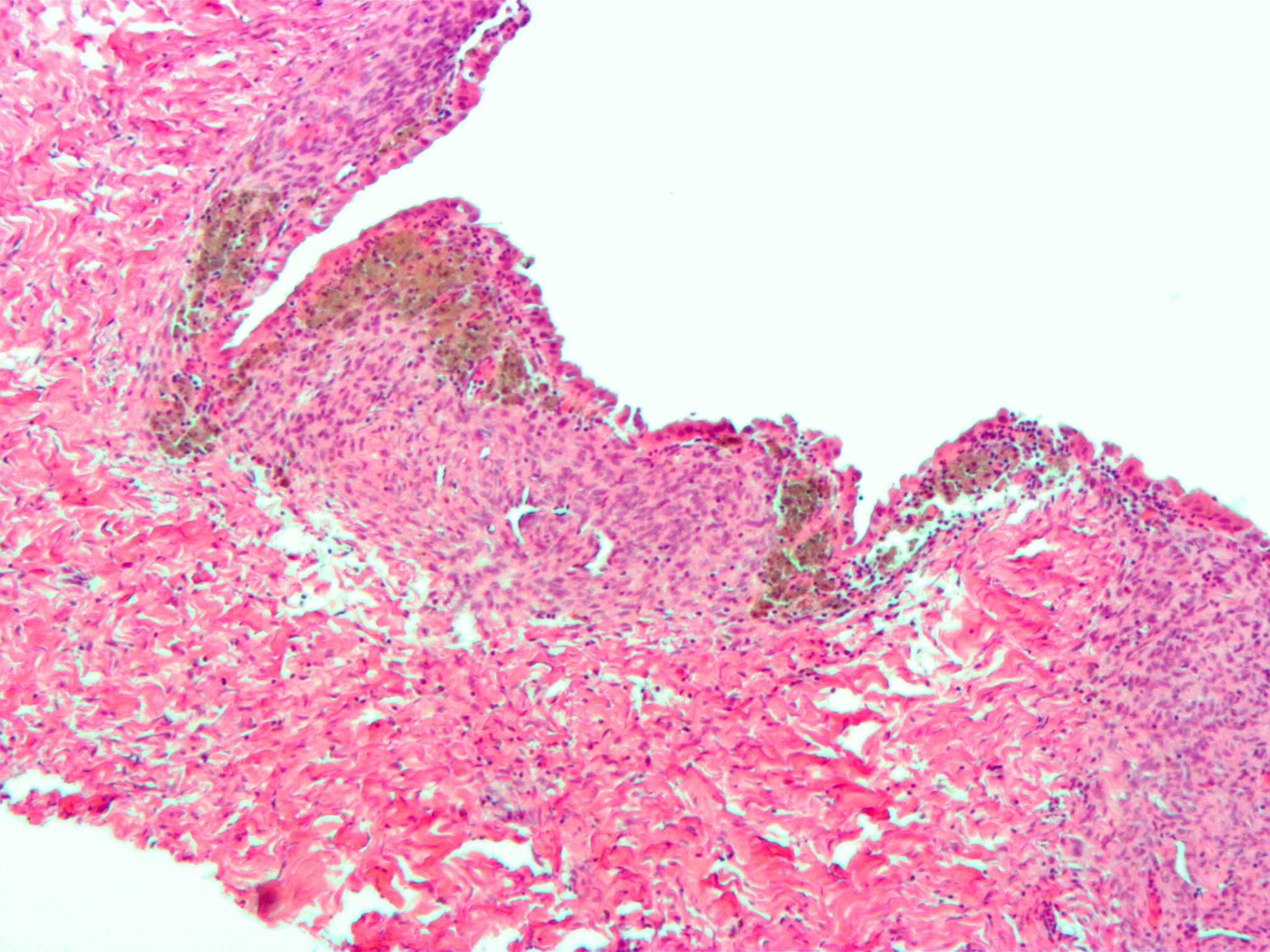
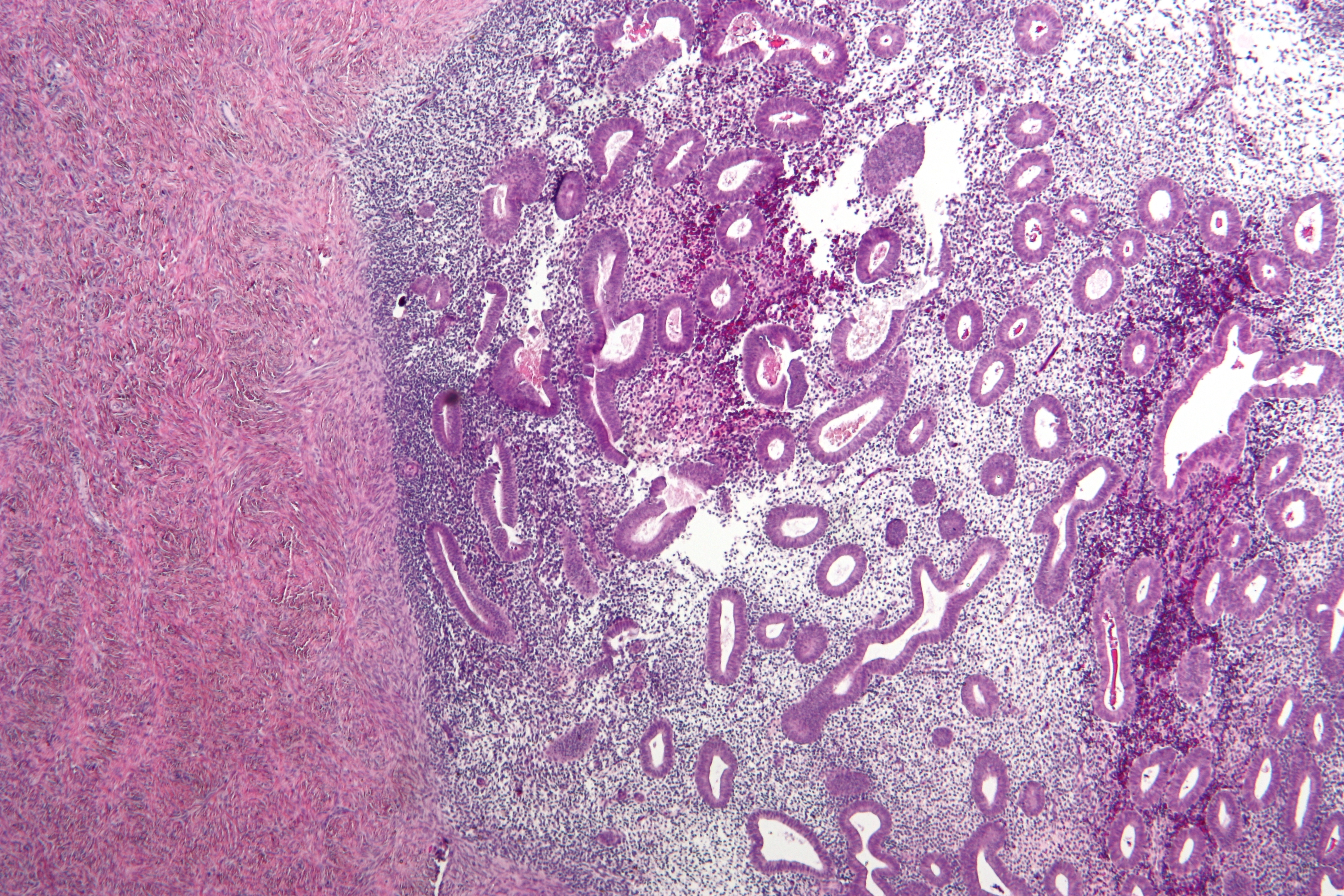

## أنظر أيضا
- حوض متجمد